# Iskender Yediler

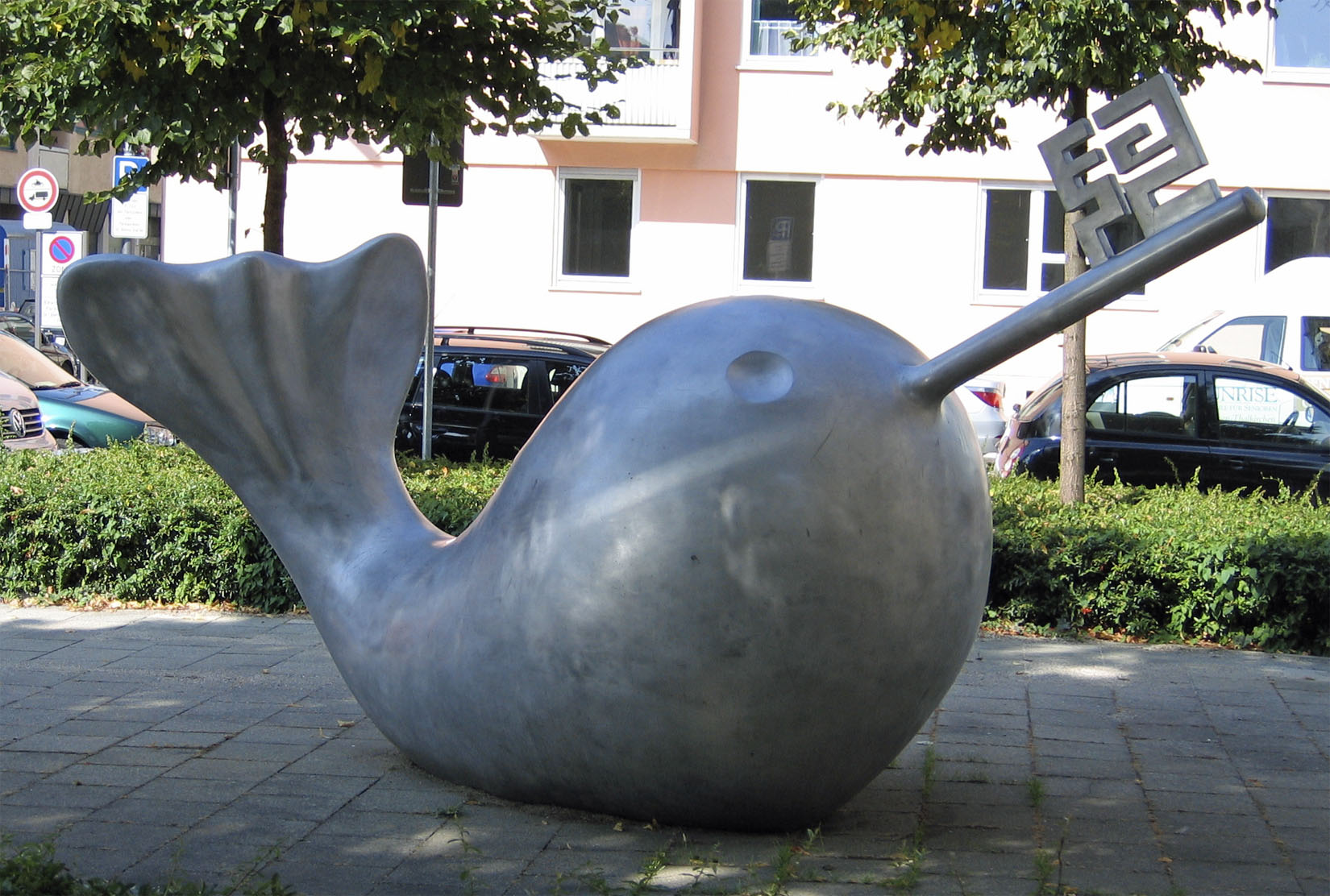
Fisch mit Schlüssel framför Sankt Bennokyrkan i München

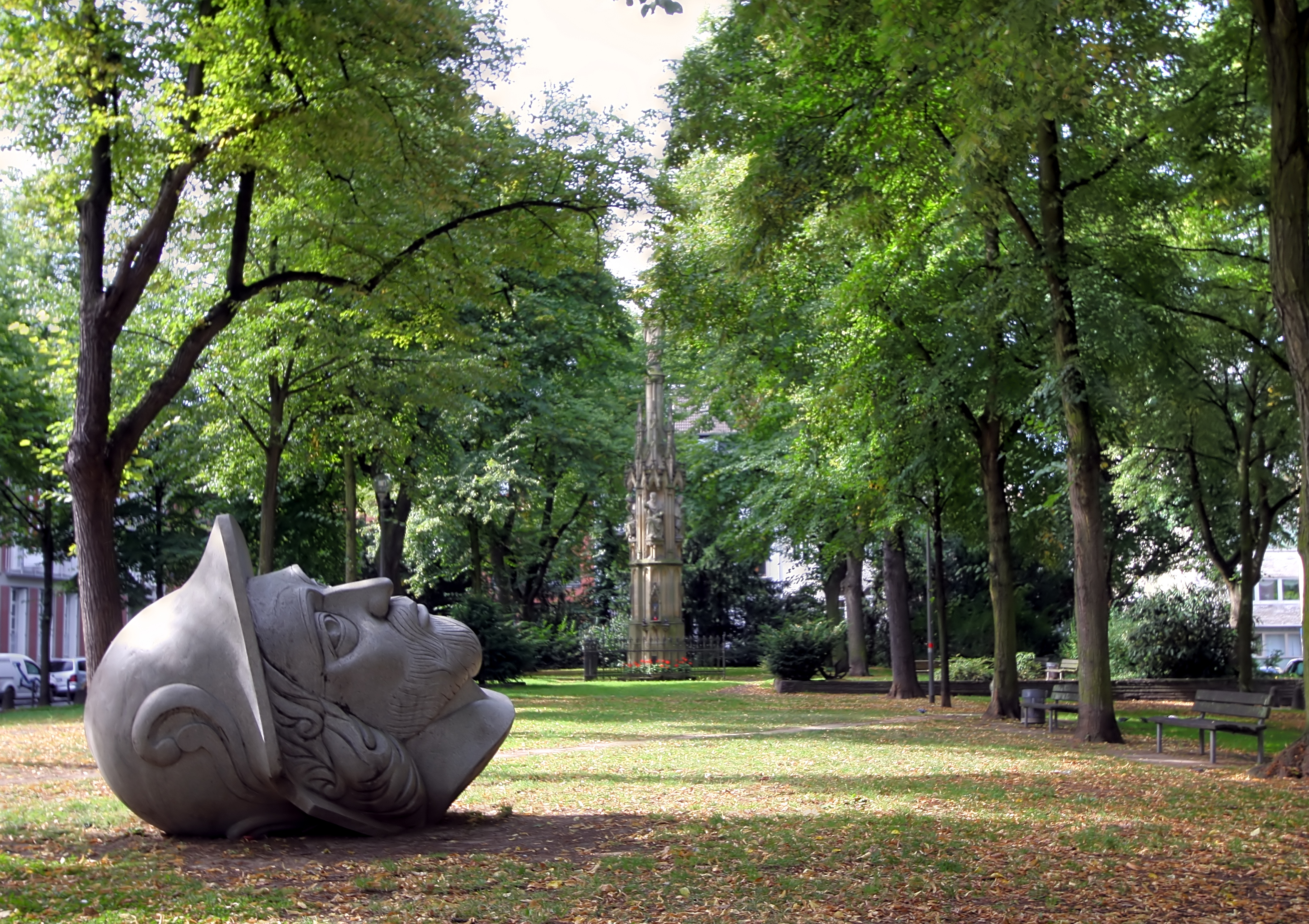
Sankt Gereon, Köln

İskender Yediler, född 1953 i Eskişehir i Turkiet, är en tysk skulptör.
Iskender Yediler växte upp i Tyskland sedan 1961 och utbildade sig 1972–1974 på Fachoberschule für Gestaltung i München och därefter 1974–1979 på Fachhochschule für Gestaltung i München med diplom i grafisk formgivning 1979. Mellan 1981 och 1983 studerade han skulptur på Akademie der Bildenden Künste München och 1984–1987 på Staatliche Kunstakademie Düsseldorf för  Ulrich Rückriem.
Hans första separatutställning var på Galerie Bleich-Rossi i Graz i Österrike 1989.

## Offentliga skulpturer
- Heiligen Cassius und Heiligen Florentinus, thailändsk granit, 2002, Bonn
- "Türenprojekt", 2004, med tatariska konststudenter i Simferopol på Krim
- Fisch mit Schlüssel, gjuten aluminium, 2005, framför St. Benno-Kirche, München
- Sankt Gereon, granit, 2005, framför Gereonskirche, Köln